# Manuela Pioche
Pour les articles homonymes, voir Pioche (homonymie).
Manuela Pioche, née Anastasie Marie-Emmanuelle Pioche le 27 mars 1932 dans Les Grands Fonds (Guadeloupe) sur la commune du Moule (Arbre en ligne de Dominique Gélénan), et morte à Pointe-à-Pitre le 3 janvier 1970, est une chanteuse française.

## Biographie
Manuela Pioche grandit dans le lieu dit Saint-Sauveur à Capesterre-Belle-Eau. Elle chante pour la première fois dans l'orchestre Hot Swhing Baby de God Edmard, sous l'influence de son frère Benjamin, trompettiste dans l'orchestre. En 1957, elle enregistre sa première chanson Fleur de mai, elle sera remarquée par le producteur Guy Anselme Forestal qui est à l'origine de son nom d'artiste.

## Discographie

### Chansons sur la condition de la femme[5]
- 1966 : Nous les cuisinières avec l'Orchestre traditionnel de la Guadeloupe
- 1966 : Doudou pa pleré avec l'Orchestre traditionnel de la Guadeloupe
- inconnu : Pas ban moin coup[6]

## Postérité
- 2008[7] : Manuela, comédie musicale d'Arthur Apatout avec Martine Sylvestre dans le rôle de Manuela Pioche[8]
- 2019 : Dans La Peau De Mano (d) , spectacle musical de Florence Naprix (d) [9]